# Jozef Cíger-Hronský

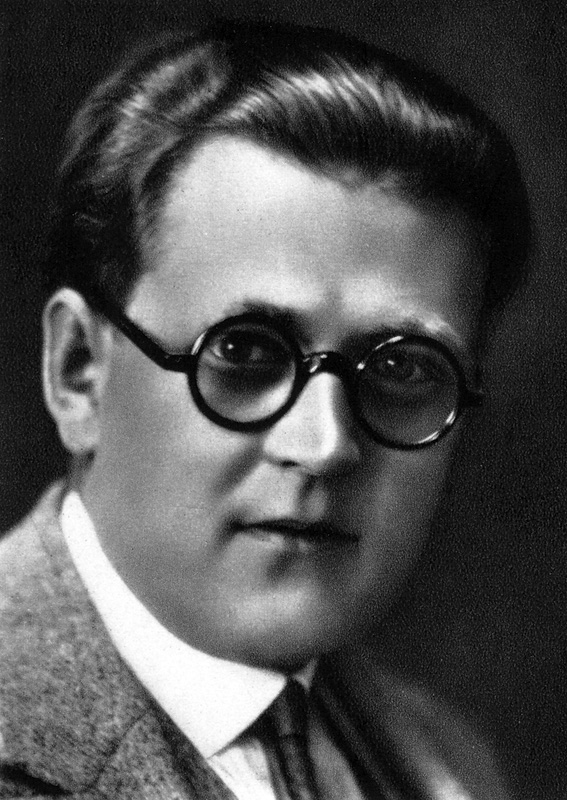
Jozef Cíger-Hronský

Jozef Cíger-Hronský, eigentlich Jozef Cíger (* 23. Februar 1896 in Altsohl, Österreich-Ungarn; † 13. Juli 1960 in Luján, Argentinien) war ein slowakischer Schriftsteller, Lehrer, Redakteur, Publizist und Verwalter von Matica slovenská.

## Leben
Jozef Cíger-Hronský wurde in einer Zimmermann-Familie geboren und besuchte eine Volksschule in Altsohl (1902–1907), Bürgerschule in Karpfen (1907–1910) und eine ungarische Lehrerbildungsanstalt in Levice (1910–1914) beschult. In den Jahren 1914–1933 war er Lehrer in verschiedenen Orten (Horné Mladonice, Senohrad, Krupina, Kremnica und Martin) mit Ausnahme der Jahre 1917–18, als er an der Italienfront des Ersten Weltkriegs dienen musste.
Neben seiner ersten Beschäftigung war er 1928–1945 auch Herausgeber der Kinderzeitschrift Slniečko (Kleine Sonne). 1933 wurde er zum Sekretär von Matica slovenská und schließlich 1940 zum Verwalter derselben Organisation. Daneben war er auch für die Gründung der Druckerei Neografia in Martin verantwortlich.
Da er in den Einflussbereich der Slowakischen Volkspartei geriet, flüchtete er 1945 nach der Auflösung des Slowakischen Staates in die amerikanische Besatzungszone in Österreich, dann ins italienische Rom und schließlich nach Argentinien, wo er als Zeichner und Designer für eine Textilfabrik in Luján arbeitete. Dort gründete er vor seinem Tod die ausländische Matica slovenská (zahraničná Matica slovenská) und war Vorsitzender des Slowakischen Nationalrats im Ausland und Ehrenvorsitzender des Vereins der slowakischen Schriftsteller und Künstler im Ausland.
Wegen seiner Orientierung zur Slowakischen Volkspartei und der negativen Einstellung gegenüber dem Slowakischen Nationalaufstand waren seine Werke in der kommunistischen Tschechoslowakei verboten. Erst nach der Samtenen Revolution im Jahr 1989 wurde er voll rehabilitiert und 1993 sein Leichnam zurück in die Slowakei geholt und am Nationalfriedhof Martin nochmals begraben.

## Werke

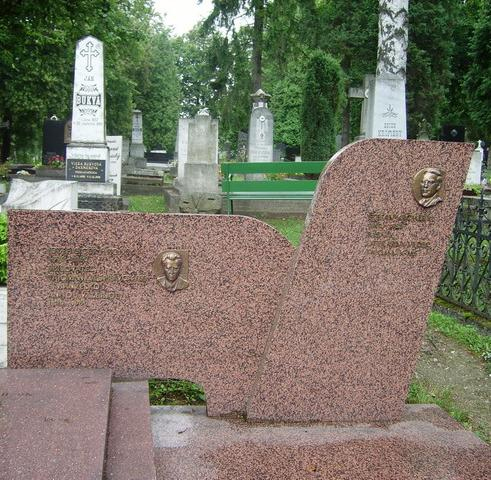
Gemeinsames Grab von Jozef Cíger-Hronský und Štefan Krčméry am Nationalfriedhof Martin

Das Werk von Jozef Cíger-Hronský lässt sich dem Expressionismus einordnen. In seinen Werken behandelt er Themen wie Leben auf dem Lande usw.

### Prosa
| - 1923 – U nás (Bei uns daheim), Novelle - 1925 – Domov (Heim), Novelle - 1927 – Žltý dom v Klokočove (Das gelbe Haus in Klokočov), Novelle - 1929 – Medové srdce (Honigherz) - 1930 – Proroctvo doktora Stankovského (Doktor Stankovskýs Prophezeiung), Roman - 1932 – Chlieb (Brot), Roman - 1932 – Podpolianske rozprávky (Die Leute aus der Podpoljana), Novelle - 1933 – Jozef Mak, Roman - 1933 – Tomčíkovci (Die Tomtschiks), Novelle - 1934 – Sedem sŕdc (Sieben Herzen), Novelle - 1938 – Jarný vietor a iné rozprávky (Frühlingswind und andere Märchen) | - 1939 – Na krížnych cestách (Auf Kreuzwegen), Roman - 1940 – Cesta slovenskou Amerikou (Eine Reise durch das slowakische Amerika) - 1940 – Pisár Gráč (Schreiber Gráč), Roman - 1944 – Na Bukvovom dvore (Auf Bukvas Hof), Roman - 1944 – Šmákova mucha (Šmáks Fliege), Novelle - 1947 – Tri listy (Drei Blätter) - 1947 – Predavač talizmanov Liberius Gaius od Porta Colina (Talismanenverkäufer Liberius Gaius von Port Colin) - 1948 – Andreas Búr Majster (Meister Andreas Búr), Roman - 1960 – Svet na Trasovisku (Die Welt m Moorgrund), Roman - 1997 – Pohár z brúseného skla (Trinkglas aus dem Schnittglas) |

Das Werk Podpolianske rozprávky wurde auch ins Deutsche übersetzt.

### Dramen
- 1926 – Firma Moor
- 1929 – Červený trojuholník (Das rote Dreieck)
- 1929 – Návrat (Rückkehr)

### Jugendliteratur
| - 1924 – Najmladší Závodský (Der jüngste Závodský) - 1925 – Kremnické povesti (Sagen von Kremnica) - 1926 – Janko Hrášok - 1928 – Pod kozúbkom (Unterm kleinen Feuerherd) - 1930 – Smelý Zajko (Das kühne Häschen) - 1931 – Smelý Zajko v Afrike (Das kühne Häschen in Afrika) - 1931 – Zakopaný meč (Eingegrabener Schwert) - 1932 – Budkáčik a Dubkáčik (Budchen und Dubchen) - 1932 – Sokoliar Tomáš (Falkner Tomáš) - 1932 – Brondove rozprávky (Brondos Märchen) | - 1932 – Zábavky strýca Kurkovského - 1933 – Zlatý dážď (Goldener Regen) - 1934 – Zlaté hodinky (Golduhr) - 1935 – Strýcovo vrtielko - 1936 – Tri rozprávky (Drei Märchen) - 1937 – Zlatovlasá sestra (Goldhaarige Schwester) - 1939 – Budatínski Frgáčovci (Die Frgáčs von Budatín) - 1940 – Tri múdre kozliatka (Die drei klugen Geißlein) - 1941 – Traja bratia (Drei Brüder) |